# Manoir du Contades
Pour les articles homonymes, voir Contades.
Le manoir du Contades ou villa Osterloff est une villa située au bord du parc du Contades, le long de l'Aar, dans le quartier du Contades à Strasbourg, classée monument historique en 1985.

## Histoire
La villa construite de 1901 à 1902 par l'architecte Albert Nadler pour l'entrepreneur Otto Gunderloch mélange des références historicistes du Moyen Âge et de la Renaissance. C'est l'une des dernières villas qui bordaient autrefois le Parc des Contades.
La propriété appartenait à Otto Gunderloch, maître de carrière et tailleur de pierre de Strasbourg. Il la cède en 1929 à l'architecte Waldemar Osterloff dont elle porta le nom pendant longtemps.
La façades, la toiture, les terrasses et la grille sur rue avec les deux portails d'entrée ont été inscrits monument historique par l'arrêté du 30 décembre 1985.
Elle est acquise en 2009 par l'entrepreneur Joël Apolloni qui engage d'importants travaux de restauration, intérieurs comme extérieurs. Il lui donne aussi le nom de « manoir du Contades ». Elle est revendue en 2021 à un nouveau propriétaire.